# Anthrax (groupe)
Pour les articles homonymes, voir Anthrax.
Anthrax est un groupe américain de thrash metal, originaire de New York. Formé en 1981 par les guitaristes Scott Ian et Danny Lilker, le groupe recense, en 2016, douze albums studio, vingt singles, et un split EP avec Public Enemy. Le groupe est l'un des plus populaires de la scène thrash metal des années 1980, dont il contribue à l'émergence au milieu et à la fin des années 1980, faisant partie du « Big Four of Thrash » aux côtés de Metallica, Megadeth et Slayer. Il est également un des premiers groupes de thrash metal à signer avec une major, Island Records, en 1985.
En 2012, Anthrax recense plus de 15 millions d'albums vendus à travers le monde.

## Historique

### Formation et premier album (1981–1984)
Anthrax est formé courant 1981 par les guitaristes Scott Ian et Dan Lilker. Ian nomme le groupe du nom de la maladie après l'avoir lu dans un ouvrage médical. Le groupe recrute ensuite le batteur Dave Weiss et le bassiste Kenny Kushner, ce dernier étant remplacé par Paul Kahn avant que Lilker ne prenne finalement le rôle de bassiste. Greg Walls est alors recruté comme guitariste solo. Weiss est remplacé par Greg D'Angelo, qui a été recommandé par Greg Walls. John Connelly est le premier chanteur du groupe, puis le frère cadet de Scott Ian, Jason Rosenfeld, le remplace jusqu'à l'arrivée de Neil Turbin fin août 1982.
Le premier concert du groupe a lieu avec Turbin au Great Gildersleeves, un club situé à New York, en septembre 1982. Ce line-up joue ensuite régulièrement aux alentours de New York et dans le New Jersey — souvent aux côtés de Metallica. Walls quitte Anthrax durant l'été 1983 pour ne pas avoir été crédité dans le premier album du groupe, Panic. Bob Berry, recommandé à Turbin par Rhett Forrester du groupe Riot, remplace temporairement Walls à la guitare. Berry est à son tour remplacé par Dan Spitz, ancien membre du groupe de thrash metal Overkill, pour la seconde démo d'Anthrax. Charlie Benante remplace le batteur Greg D'Angelo (qui rejoint White Lion) en septembre 1983. Ce nouveau line-up enregistre Soldiers of Metal, produit par Ross the Boss de Manowar, puis son premier album, Fistful of Metal, fin 1983. La sortie de l'album, commercialisé en janvier 1984, est suivi d'une tournée américaine. Des tensions entre Lilker et le reste du groupe se font ressentir. Lilker quitte le groupe, formant Nuclear Assault avec son ancien camarade de groupe John Connelly, et est remplacé par le neveu de Charlie Benante, Frank Bello.

### Période Joey Belladonna (1984–1992)

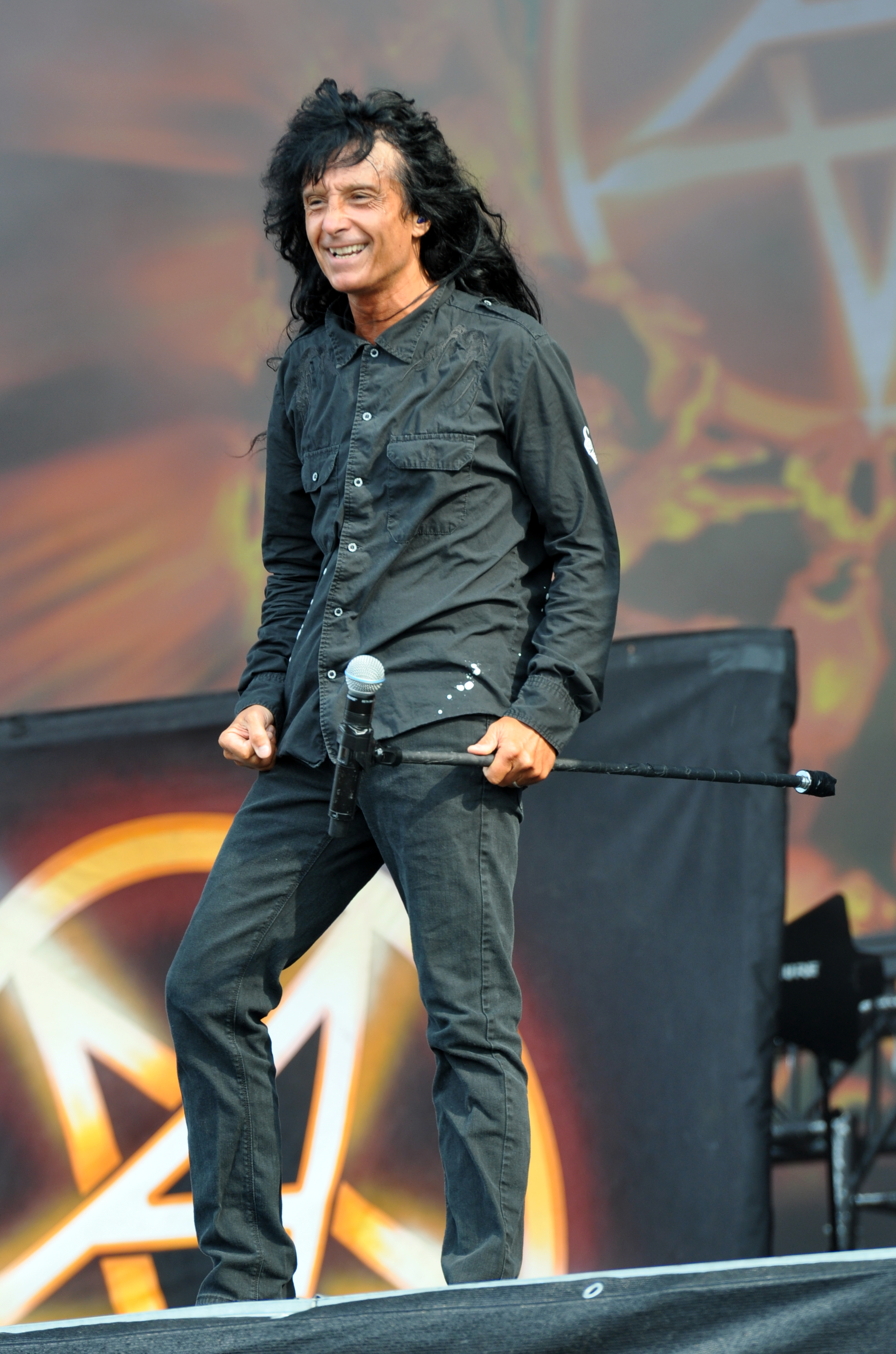
Joey Belladonna participe aux morceaux vocaux du deuxième au cinquième album du groupe ainsi qu'aux deux derniers.

En août 1984, Turbin est renvoyé du groupe, et forme de son côté Deathriders. Dans son ouvrage, Eddie Trunk’s Essential Hard Rock and Heavy Metal, le rédacteur Eddie Trunk admet avoir forcé Johnny Zazula et Anthrax à renvoyer Turbin. Matt Fallon est temporairement recruté, et le quatuor, crédité sous le nom de The Diseased avec Scott au chant, joue des reprises de titres punk hardcore.
Joey Belladonna est choisi comme nouveau chanteur. Ce nouveau line-up se lance en janvier 1985 dans l'enregistrement d'un EP, Armed and Dangerous, enregistré et commercialisé cette même année. Plus tard en 1985, Ian, Benante et Lilker collaborent avec le chanteur Billy Milano pour la production de l'album satirique Speak English or Die sous le nom Stormtroopers of Death.
Le second album d'Anthrax, Spreading the Disease, est commercialisé en 1985 ; la tournée européenne et américaine suit l'année suivante. La tournée américaine, avec Black Sabbath, est annulée à cause de problèmes vocaux de Glenn Hughes. En avril 1986, Anthrax tente sa première tournée en Europe, ainsi qu'un concert proche de Tchernobyl immédiatement après la catastrophe nucléaire. En mai, le groupe entame sa première tournée européenne à Bochum, en Allemagne, aux côtés d'Overkill et Agent Steel. Plus tard la même année, Anthrax joue en Europe avec Metallica. La tournée est lancée le 10 septembre au St David's Hall, et s'achève le 26 septembre à Solnahallen, en Suède. Il s'agit de la dernière prestation d'Anthrax en Suède, une journée avant l'accident de bus ayant coûté la vie au bassiste de Metallica, Cliff Burton.
Le troisième album du groupe, Among the Living, est enregistré en 1986 et paru en mars 1987 ; il présente le côté expérimental et humoristique du groupe. Le groupe revient dans son style thrash avec l'album State of Euphoria en 1988. Le single Antisocial, à l'origine composée par le groupe de hard-rock français Trust, devient un succès sur la chaîne américaine MTV au Headbangers Ball. Le groupe change d'horizon lors d'une tournée américaine aux côtés du groupe de funk metal Living Colour, et participe au Headbangers Ball Tour aux côtés d'Exodus et de Helloween. En 1989, MTV sponsorise un concours dans lequel la gagnante (une fan du groupe) verra le groupe saccager sa maison.
En 1990, Anthrax fait paraître l'album plus sérieux, Persistence of Time, surpassant le succès de State of Euphoria. L'album est plus sombre, plus technique et progressif que les précédents albums du groupe. Il présente un single à succès, une reprise du titre Got the Time de Joe Jackson. En 1991, Anthrax collabore avec Public Enemy sur une nouvelle version du titre Bring the Noise. Il atteint le succès escompté, et le groupe part en tournée avec Public Enemy. L'EP Attack of the Killer B's est enregistré en 1991, avec une nouvelle version de I'm the Man et une reprise de Bring the Noise sur laquelle Ian effectue les parties vocales. Fin 1992, Belladonna est renvoyé du groupe.

### Période John Bush (1992–2005)
L'ancien membre d'Armored Saint, John Bush, se joint à Anthrax peu après le renvoi de Belladonna. Le groupe quitte Island Records pour signer avec Elektra, et fait paraître Sound of White Noise en 1993, un changement comparé aux précédents albums d'Anthrax, plutôt bien accueilli par la presse spécialisée. Le single Only est également un succès. Après la parution de Sound of White Noise, le guitariste Dan Spitz quitte le groupe pour devenir horloger, et Anthrax devient un quatuor pendant deux ans. En 1995, Anthrax fait paraître Stomp 442, sur lequel Charlie Benante joue la majeure partie des morceaux à la guitare. Benante est assisté par Paul Crook, par la suite guitariste en tournée du groupe pendant de nombreuses années, et Dimebag Darrell de Pantera. Elektra ne souhaitant faire la promotion de l'album, ce dernier atteint moins de succès que les précédents albums du groupe ; Anthrax décide donc de mettre un terme au contrat avec le label.
Le groupe signe avec le label indépendant Ignition Records, et fait paraître Volume 8: The Threat Is Real en 1998. Comme sur Stomp 442, Benante joue les morceaux de guitare solo accompagné de Crook et Darrell ; le chanteur de Pantera, Phil Anselmo, y participe également. Après la parution de l'album, leur label est en dépôt de bilan, ce qui interrompt sa distribution. Anthrax, bien que signé avec Beyond Records, fait paraître l'album best-of intitulé Return of the Killer A's, mais Beyond fait également faillite à cette période. Anthrax entame, toujours à cette période, une tournée avec Belladonna et Bush, mais Belladonna quitte le groupe à la dernière minute.
À la période du scandale des enveloppes contaminées aux États-Unis, le groupe change le nom de son site web. Le groupe fait également paraître une interview le 10 octobre 2001, annonçant avec humour un potentiel renommage du groupe « en quelque chose de plus amical, comme Basket Full of Puppies. » Anthrax met un terme à toute rumeur concernant ce renommage lors du New York Steel, un concert organisé en faveur des victimes du 11 septembre.
En 2001, Rob Caggiano se joint à la guitare solo ; deux ans plus tard, le groupe fait paraître We've Come for You All au label Sanctuary Records, félicité par la presse spécialisée et décrit comme un retour aux origines. Début 2004, Anthrax fait paraître The Greater of Two Evils, une réédition « live en studio » de leurs tout premiers albums. Le bassiste Frank Bello annonce peu de temps après, son départ pour rejoindre le groupe Helmet, et est remplacé par l'ancien membre de Fates Warning et Armored Saint, Joey Vera.

### Réunions avec Belladonna et Bush (2005–2009)

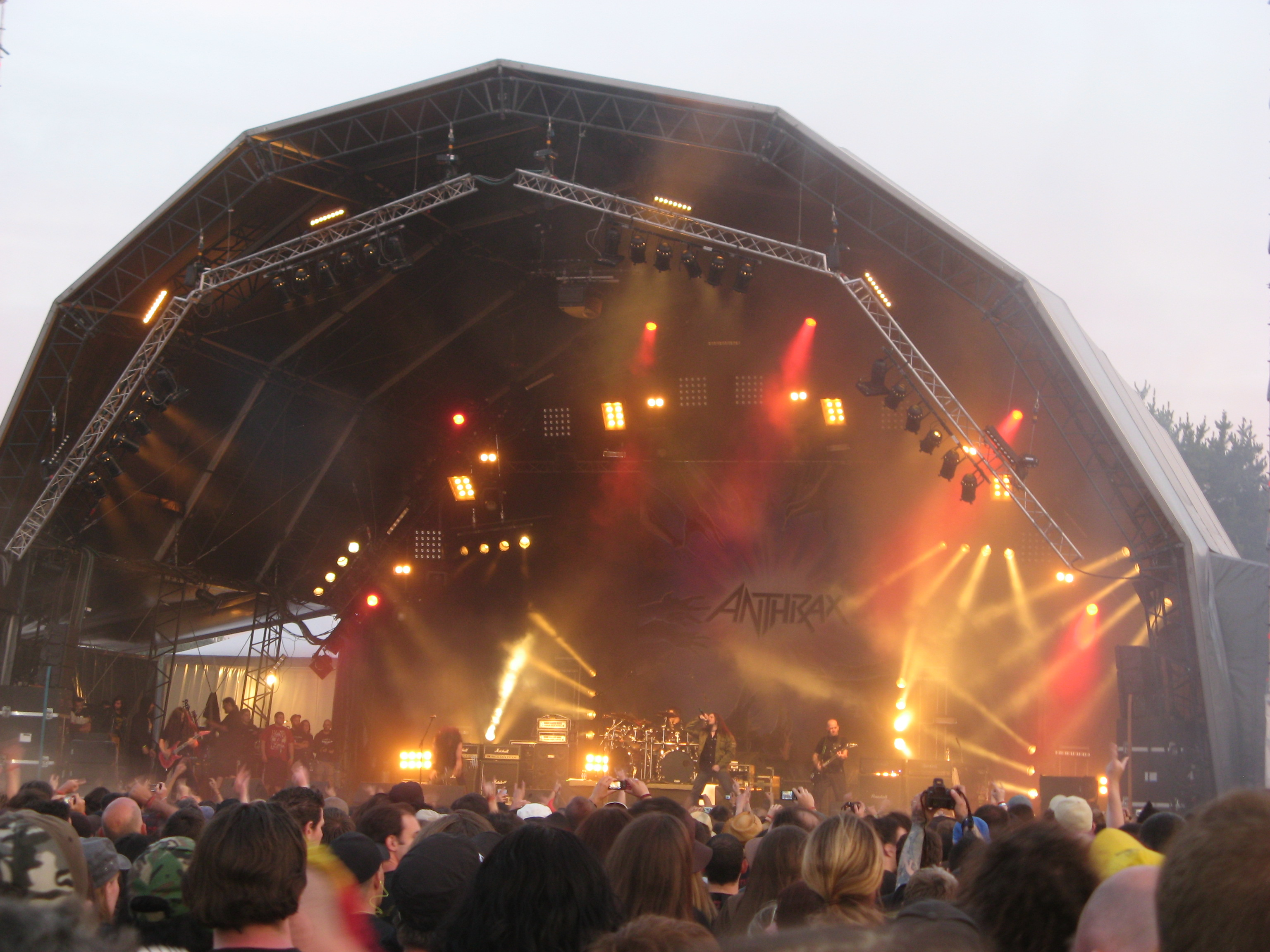
Anthrax, au Hellfest 2009.

En avril 2005, Anthrax annonce la formation du line-up « classique » du groupe composé de Scott Ian, Charlie Benante, Dan Spitz, Joey Belladonna et Frank Bello. Dans quelques concerts, ils jouent Among the Living dans son intégralité. Bien qu'un nouvel album de la part du groupe soit attendu, en janvier 2007, Ian annonce le désaccord de Belladonna concernant cette reformation. Après cette annonce, Bush hésite à revenir et dit ne pas être prêt à réintégrer Anthrax.
En mai 2007, Ian annonce qu'une décision concernant un nouveau chanteur pour le groupe sera prise d'ici fin juillet, mais l'annonce est retardée jusqu'à décembre. En juin, Bush, lors d'une entrevue avec Rock Hard, explique avoir été demandé par le groupe, mais avoir également décliné l'offre. En décembre 2007, Dan Nelson, ancien membre du groupe Devilsize, est annoncé comme nouveau chanteur, et Rob Caggiano revient pour endosser le rôle de guitariste solo. En mai 2008, Anthrax participe à son premier concert depuis 19 mois au Double Door de Chicago. Devant une salle comblée, le groupe joue de nouvelles chansons, malgré quelques soucis techniques.

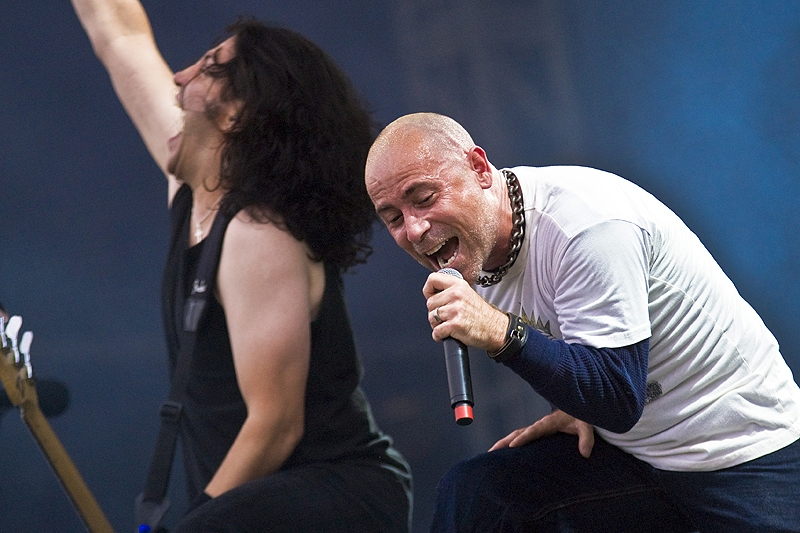
Anthrax, au Sonisphere Festival de Knebworth, au Royaume-Uni, 2009.

Dans sa colonne mensuelle Food Coma postée le 22 décembre 2008, Scott Ian annonce son entrée au studio le 4 novembre pour l'enregistrement d'un nouvel album d'Anthrax ; les morceaux de rythmique, de basse et de batterie sont enregistrés sur 19 pistes, et les parties vocales sont en plein enregistrement. En mai 2009, Ian annonce la progression du mixage de l'album par Dave Fortman, qui a également participé à des albums d'Evanescence et de Slipknot. Dans un message au site web d'Anthrax, Charlie Benante annonce la sortie de l'album Worship Music en mai.
Début 2009, Anthrax se lance dans une brève tournée avec Iron Maiden en Amérique du Sud. En juillet, le manager du groupe, Izvor Zivkovic, confirme le départ de Dan Nelson pour cause de maladie. Nelson refuse cette explication, et explique l'avoir renvoyé. Les performances qui devaient suivre sont annulées, à l'exception du Sonisphere Festival britannique, durant lequel John Bush contribue au chant. En septembre 2009, Bush est annoncé revenir avec Anthrax pour l'October Loud Park '09 Festival au Japon. Peu après, Benante annonce le retour de Bush dans le groupe. En février 2010, Anthrax participe à cinq soirées au festival Soundwave en Australie. Par la suite, Bush annonce plusieurs chansons auxquelles il contribuera pour un nouvel album.

### Worship Music(2010–2015)
Fin 2009, Anthrax confirme un événement Big Four (aux côtés de Metallica, Megadeth et Slayer) au festival Sonisphere de 2010. Bush décide de ne pas rester membre à plein temps, et quitte une nouvelle fois le groupe. Joey Belladonna revient avec Anthrax au début de 2010 pour quelques concerts cet été, et participe à l'enregistrement de leur album à venir. Anthrax, Metallica, Slayer et Megadeth jouent à la même soirée dans les festivals Sonisphere Festival, la toute première fois que les membres des Big Four of Thrash jouent ensemble. la soirée est retransmise en direct dans des cinémas en Bulgarie, puis parue en DVD et Blu-ray.
En avril 2011, Anthrax participe pour la première fois au Pulp Summer Slam philippin aux côtés de Death Angel et Hellyeah. Le groupe participe également au Jägermeister Mayhem Festival 2012, avec Slayer et Slipknot. En juin, Anthrax fait paraître le single Fight 'Em 'Til You Can't (de leur futur album) en téléchargement gratuit sur son site web, afin de remercier les fans pour leur nombreuses années de patience ; l'album Worship Music est commercialisé le 13 septembre.
En janvier 2013, Anthrax annonce le départ du guitariste Rob Caggiano. Une semaine plus tard, Jonathan Donais de Shadows Fall est annoncé comme guitariste en tournée puis est recruté par le groupe le 13 août. En mars 2013, Anthrax fait paraître l'EP Anthems composé de reprises de musiques rock des années 1970. Selon Scott Ian, le groupe se met à travailler sur un nouvel album à la fin de 2013 ; en septembre, il confirme la participation de Charlie Benante et du bassiste Frank Bello.

### For All Kings(depuis 2016)
Leur nouvel et douzième album, For All Kings, sort le 26 février 2016 en divers formats (digipack, double LP, coffret) limités ou non. Il est applaudi par la majorité de la presse spécialisée aux États-Unis, où il entre directement à la 3e place des ventes metal. Au début de 2016, ils effectuent également une tournée avec Lamb of God.

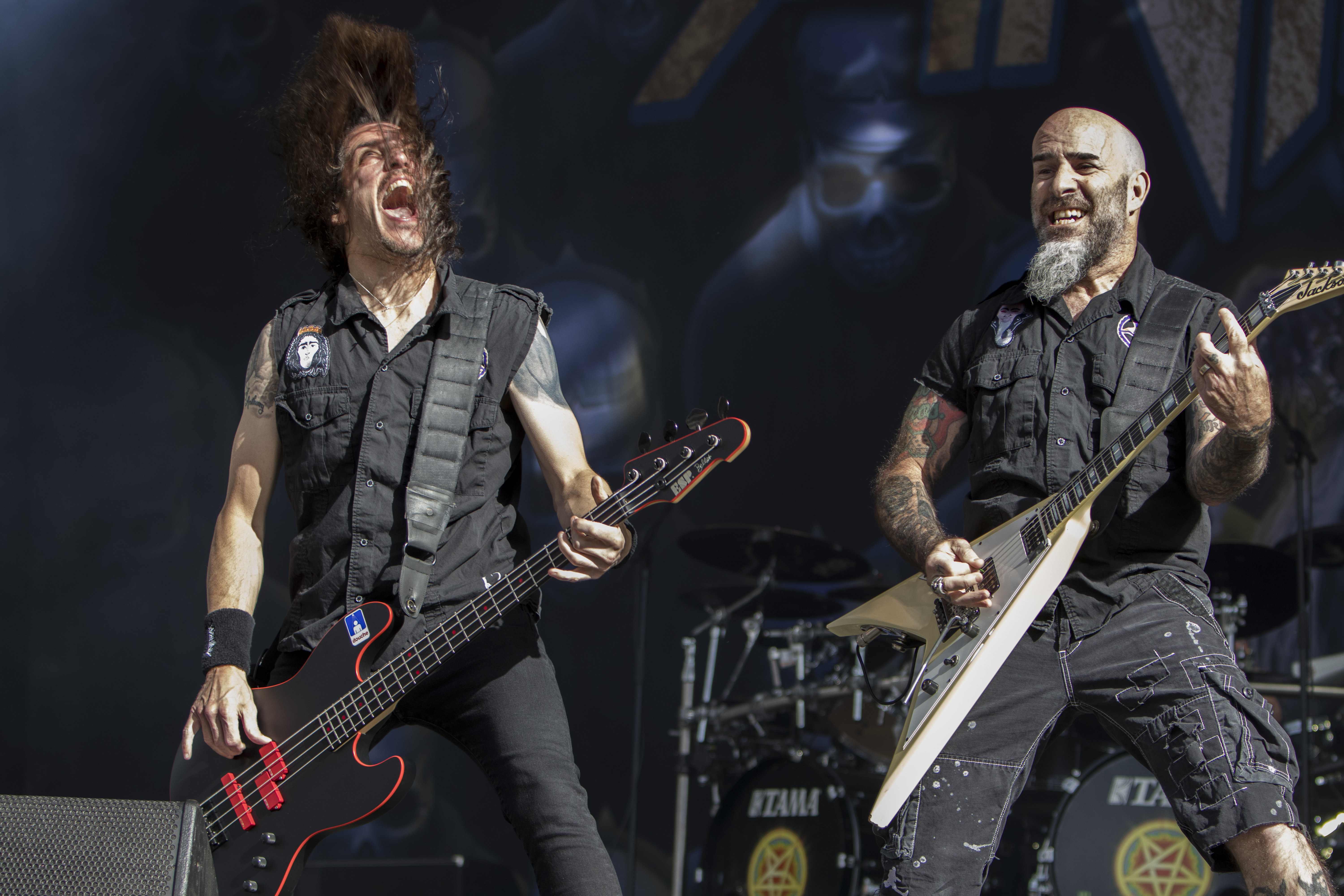
Anthrax au Tuska Open Air Metal Festival en 2019̟

## Style et influences
Anthrax est l'un des groupes pionniers des genres speed et thrash metal. Il se caractérise par un son thrash metal type à ses débuts, et est connu pour ses références humoristiques dans ses paroles, à la différence des autres groupes de son époque. Selon Rolling Stone, Anthrax est l'un des quelques groupes de heavy metal à être généralement bien accueilli par la presse spécialisée, et à redéfinir le genre durant les années 1980.
En 1988, Anthrax reprend dans album State of Euphoria le titre Antisocial de Trust.

## Membres

### Membres actuels
- Scott Ian – guitare rythmique (depuis 1981)
- Charlie Benante – batterie, percussions (depuis 1983)
- Frank Bello – basse (1984–2004, depuis 2005)
- Joey Belladonna – chant (1984–1992, 2005–2007, depuis 2010)
- Jonathan Donais – guitare solo (depuis 2013)

### Membres de tournées
- Dave Sabo – guitare (2000)
- Andreas Kisser – guitare (2011)
- Jason Bittner – batterie, percussions (2006, 2011, 2012, 2012)
- Gene Hoglan – batterie, percussions (2012)
- Jon Dette – batterie, percussions (2012, 2013)

### Anciens membres
- Dan Nelson - chant (2007–2009)
- Rob Caggiano - guitare solo (2001–2005, 2007–2013)
- Paul Crook - guitare solo (1995–2001)
- John Bush – chant (1992–2005, 2009–2010)
- Dan Spitz – guitare solo  (1983–1995, 2005–2007)
- Neil Turbin – chant (1982–1984)
- Dan Lilker – basse (1981–1984)
- Joey Vera – basse (2004–2005)
- Matt Fallon – chant (1984)
- Bob Berry – guitare solo (1983)
- Greg D'Angelo – batterie, percussions (1981–1983)
- Greg Walls – guitare solo (1981–1983)
- Jason Rosenfeld – chant (1981–1982)
- Paul Kahn – basse (1981)
- Kenny Kushner – basse (1981)
- Dave Weiss – batterie, percussions (1981)

## Discographie

### Albums studio
- 1984 : Fistful of Metal
- 1985 : Spreading the Disease
- 1987 : Among the Living
- 1988 : State of Euphoria
- 1990 : Persistence of Time
- 1993 : Sound of White Noise
- 1995 : Stomp 442
- 1998 : Volume 8: The Threat is Real
- 2003 : We've Come for You All
- 2004 : The Greater of Two Evils
- 2011 : Worship Music
- 2016 : For All Kings

### EP
- 1985 : Armed and Dangerous
- 1987 : I'm the Man
- 1989 : Penikufesin
- 1991 : Free B's
- 1996 : Nothing
- 2003 : Summer 2003
- 2013 : Anthems

### Albums live
- 1994 : Live (The Island Years)
- 2004 : Music of Mass Destruction
- 2005 : Alive 2
- 2007 : Caught in a Mosh: BBC Live in Concert
- 2014 : Chile On Hell

### Compilations
- 1987 : Fistful of Anthrax
- 1991 : Attack of the Killer B's
- 1998 : Moshers
- 2001 : Madhouse: The Very Best of Anthrax
- 2002 : Universal masters collection
- 2002 : The Collection
- 2005 : Anthrology: No Hit Wonders (1985-1991)
- 2007 : Colour collection 1985-90

## Vidéographie
- 1986 : US Speed Metal Attack (VHS)
- 1987 : Oidivnikufesin (VHS)
- 1991 : Live Noize (VHS)
- 1991 : Through Time (P.O.V.) (VHS)
- 1994 : White Noise: the Videos (VHS)
- 1996 : Nothing (VHS)
- 1996 : Return of the Killer As: Video Collection (VHS)
- 2004 : Rock Legends (DVD)
- 2004 : Music of Mass Destruction (DVD)
- 2005 : Alive 2: The DVD (DVD)
- 2005 : Anthrology: No Hit Wonders (1985-91) the Videos (DVD)
- 2010 : The Big Four: Live From Sofia, Bulgaria (DVD)